# Margaretha van Kleef (1416-1444)
Margaretha van Kleef (23 of 24 februari 1416 - Stuttgart, 20 mei 1444) was van 1433 tot 1435 hertogin-gemalin van Beieren-München en van 1441 tot aan haar dood gravin-gemalin van Württemberg. Ze behoorde tot het huis van der Mark.

## Levensloop
Margaretha werd in 1416 geboren als oudste dochter van hertog Adolf II van Kleef uit diens tweede huwelijk met Maria van Bourgondië, dochter van hertog Jan zonder Vrees van Bourgondië. 
Haar in 1424 onderhandelde huwelijk met landgraaf Lodewijk I van Hessen ging uiteindelijk niet door. Uiteindelijk huwde ze op 11 mei 1433 op het concilie van Bazel met de veertig jaar oudere hertog Willem III van Beieren-München (1375-1435). Het echtpaar kreeg twee zonen: Adolf (1434-1441) en Willem (1435), die beiden hun kindertijd niet overleefden. Nadat Willem III in 1435 was overleden, werd Margaretha op 29 januari 1441 in Stuttgart de eerste echtgenote van graaf Ulrich V van Württemberg (1413-1480). Uit dit huwelijk werd een dochter Catharina (1441-1497) geboren, die later premonstratenzerin en dominicanes werd. Margaretha stierf in mei 1444 op 28-jarige leeftijd.
Margaretha van Kleef is een personage in het in 2011 en 2015 opgevoerde stuk op de Agnes-Bernauer-Festspiele in Straubing.